# Olavius pravus
Olavius pravus är en ringmaskart som beskrevs av Erséus 1990. Olavius pravus ingår i släktet Olavius och familjen glattmaskar. Inga underarter finns listade i Catalogue of Life.